# Carlos Consigli
Carlos Alberto Consigli (Alpa Corral, 20 de agosto de 1918-Río de los Sauces, 23 de enero de 2004) fue un médico argentino, que se desempeñó como ministro de Bienestar Social tanto en la provincia de Córdoba, como también a nivel nacional durante la presidencia de facto de Juan Carlos Onganía. Fue además un destacado académico y docente.
Egresó de la Universidad Nacional de Córdoba, donde luego fue docente, y se especializó en Dermatología. Integró la Asociación Cordobesa de Dermatología y la Sociedad Argentina de Dermatología. En su carrera docente alcanzó a ser vicedecano de la Facultad de Medicina de la Universidad Católica de Córdoba. Como académico integró la Academia Americana de Dermatología (AAD).
En septiembre de 1967 fue designado Ministro de Bienestar Social de Córdoba por el gobernador de facto Carlos José Caballero. En junio de 1969 pasó al ministerio a nivel nacional por designación de Onganía, permaneciendo hasta junio de 1970. Firmó la ley 18.610, que crea el sistema de obras sociales, importante reclamo sindical de la época. También durante su gestión se promulgó el Código Alimentario Argentino Ley 18.284.